# Forte de São Sebastião de Colvale
O Forte de São Sebastião de Colvale, também denominado como Forte de Colual, Forte do Meio ou Fortaleza de Colvale, localiza-se na vila de Colvale, no estado de Goa, na costa oeste da Índia.

## História
Este forte foi erguido em 1635 por determinação do Vice-rei do Estado Português da Índia, D. Miguel de Noronha, conde de Linhares. Sobre o seu portão de armas, uma inscrição epigráfica rezava:
"REINANDO O CATHOLICO REI DÕ FILLIPE X3X GOVERNANDO ESTE ESTADO O VIGILÃTISSIMO DÕ MIGUEL DE NORONHA CONDE DE LINHARES SE FEZ ESTA OBRA 1635."
Os seus vestígios encontram-se protegidos pelo governo de Goa, Damão e Diu como património histórico desde 1983.
Vizinha a este forte ergue-se a Igreja de Colvale, fundada pelos franciscanos em 1591, reconstruída em 1678 e renovada, após o incêndio de que foi vítima quando da invasão das forças Maratas sob o comando de Sambaji em 1683.